# Trấn Hải thành
Trấn Hải thành (chữ Hán: 鎮海城, thành trấn giữ biển) là một thành lũy được vua Gia Long xây dựng vào năm 1813 tại cửa Eo (còn gọi là cửa Lấp, trước đây gọi là cửa Thuận An), để kiểm soát tàu thuyền phía biển và bảo vệ kinh đô nhà Nguyễn. Ngày nay, những di tích còn lại của ngôi thành nằm ở tọa độ 16°33′16″B 107°39′18″Đ / 16,55444°B 107,655°Đ, thuộc địa phận phường Thuận An, thành phố Huế, tỉnh Thừa Thiên Huế, cách trung tâm thành phố khoảng 13 km về phía đông bắc.

## Xây dựng
Ban đầu, thành có tên là Trấn Hải đài (鎮海臺), được xây dựng vào năm 1813, thời vua Gia Long, nhằm canh phòng, bảo vệ hải phận biển Thuận An. Để xây dựng, triều đình nhà Nguyễn đã huy động hàng trăm binh sĩ dưới sự giám sát thi công của quan đại thần Nguyễn Đức Xuyên.
Thành được xây dựng bằng gạch vồ theo kiến trúc hình tròn với chu vi 71 trượng 2 thước (284,80 m), tường thành cao 15 thước (6 m).  Trên thành có 99 ụ súng đại bác, có hai cửa vòm: cửa chính mặt trước nhìn về hướng Nam và cửa phụ ở mặt sau thành như một lối thoát hiểm, chung quanh có hào rộng 1 trượng (4m), sâu 6 thước (2,4m). Đài cao 11 thước (4,4m), chu vi 17 trượng 2 thước (68,8m). Trên bờ hào trước đây trồng hàng ngàn cây dừa để chống sụt lở đất.
Các kiến trúc trong thành có các thành phần chính như phòng thành, pháo đài, giác bảo, ụ súng, tường bắn, hào, các hầm chứa lương thực, vũ khí...
Vào các năm 1830, 1831, 1832, vua Minh Mạng đã cho tu bổ Trấn Hải đài, đặc biệt là đắp thêm 39 ụ để súng để tăng cường khả năng phòng thủ quanh thân thành vào năm 1831. Năm 1834, vua Minh Mạng đã cho đổi tên thành Trấn Hải thành. Ngày nay, ba chữ Trấn Hải thành (鎮海城) được khắc trên đá thanh hình chữ nhật gắn ở cổng phía nam thành còn nguyên vẹn. Ngoài ra, vua Minh Mạng còn cho xây dựng thêm một tòa lầu với tên gọi là Quan Hải lâu (觀海樓) dùng để quan sát theo dõi mặt biển. Bên trong Quan Hải lâu đặt nhiều ống kính thiên lý phục vụ cho việc quan sát, canh phòng mặt biển từ xa, theo dõi tàu thuyền qua lại ngoài khơi và ra vào cửa khẩu.
Năm 1840, theo lệnh vua Minh Mạng, lầu Quan Hải có thêm chức năng làm hải đăng cho tàu thuyền qua lại vùng biển này, với một chiếc đèn lồng "chu vi trên dưới 7-8 thước (khoảng 3m), trong bồi giấy trắng, ngoài bồi bằng lụa mỏng", treo trên chòi cao cột cờ và được thắp sáng hàng đêm.

## Lịch sử
Trấn Hải thành là một công trình quân sự quan trọng đối với triều đình nhà Nguyễn. Nó vừa là pháo đài trấn ải vùng biển kinh thành, vừa là nơi nhà vua theo dõi các cuộc tập trận của thủy binh. Từ vị trí Quan Hải lâu có thể quan sát tàu bè qua lại ngoài khơi, ra vào cửa khẩu với một góc rộng và bán kính khá xa. Các vua Nguyễn thường về Trấn Hải thành ngồi trên lầu Quan Hải để duyệt các cuộc tập trận của thủy quân.
Trong suốt các đời vua kế vị Thiệu Trị, Tự Đức, thành liên tục được tu sửa nhiều lần với quy mô lớn nhỏ khác nhau như xây kè, đóng cọc, đổ đá, gia cố móng, trồng thêm dừa chắn sóng và chống xói lở... để tăng cường sự kiên cố và khả năng phòng thủ. Thời Gia Long, thành chỉ có khoảng 150 binh sĩ đồn trú, nhưng đến thời Tự Đức, "số binh lính hùng mạnh đồn trú ở đó lên đến hơn mấy nghìn người".
Ngày 18 tháng 8 năm 1883, dưới thời vua Hiệp Hòa, thực dân Pháp với 7 tàu chiến và 1.050 quân đã tấn công vào thành Trấn Hải và các đồn bót chung quanh để uy hiếp triều đình Huế. Mặc dù chiến đấu kiên cường, nhưng trước sức mạnh vũ khí và trình độ và chiến thuật của quân Pháp, quan quân nhà Nguyễn trấn giữ Hải thành đã thất thủ sau 3 ngày 3 đêm chiến đấu. Trấn Hải thành hoàn toàn thất thủ vào ngày 20 tháng 8 năm 1883. Nhiều tướng lĩnh và quân sĩ đã anh dũng hy sinh trong trận chiến này, trong đó có Lê Sĩ, Lê Chuẩn, Trần Thúc Nhẫn, Nguyễn Trung, Lâm Hoành...
Sau khi chiếm được quyền cai trị Việt Nam, quân Pháp đã sử dụng Trấn Hải thành làm đồn binh trong một thời gian dài. Ngày 28 tháng 7 năm 1954, quân dân Việt Minh đã tập kích đồn binh Pháp tại Trấn Hải thành. Từ đó về sau, Trấn Hải thành hầu như bị bỏ hoang phế cho đến tận ngày nay.
Năm 1998, Trấn Hải thành đã được công nhận là Di tích Lịch sử - Văn hóa cấp quốc gia và ngay từ năm 1993, đã trở thành một bộ phận trong Quần thể di tích Cố đô Huế, Di sản Thế giới. Tuy nhiên, hầu như chưa có hoạt động bảo tồn cho khu phế tích này. Nhiều công trình đang được dùng làm doanh trại đóng quân của Bộ đội biên phòng cửa khẩu Thuận An.